# 桂島 (宮城県)
桂島（かつらしま）は宮城県塩竈市にある島である。

## 概要
面積0.76平方キロメートル、人口約170人。浦戸諸島の有人島の中で、最も塩竈市中心部に近い。島名の由来は、江戸時代に河合曾良が松島湾に浮かぶ島と月を見て「月桂冠の如し」と詠んだところからとも、鹽竈神社の嘉津良比祭と関係があるとも言われている。
島の西側の桂島、東側の石浜のあわせて2つの集落があり、浦戸諸島の中では最も人口が多い。諸島の中で民宿の多くは桂島にあり、島民が雨乞いをしたという「雨降り石」などの名所もある。石浜には諸島で唯一の郵便局である浦戸郵便局がある。
島の中央部に桂島貝塚と呼ばれる縄文時代前期、中期を主とする貝塚があり、これは塩竈市内の遺跡の中でも規模の大きなものである。明治時代には木村満平や白石廣造がここで回漕業を始め、またラッコ漁やオットセイ漁の拠点ともなって賑わった。しかし、船舶の大型化に対応できず、海運の拠点としては衰退した。白石廣造の邸宅跡は現在も残る。
毎年8月13日には夏祭り・花火大会が開催されていたが、島内高齢化や、若者の不足で廃止された。

## 交通
塩竈市営汽船：塩竈港→桂島港（23分）